# Послання до Гарсії
Послання до Гарсії (англ. A Message to Garcia) — американська мелодрама режисера Джорджа Маршалла 1936 року.

## Сюжет
Під час іспано-американської війни капітан армії США Ендрю Саммерс Ровен несе повідомлення президента Мак-Кінлі лідеру кубинських повстанців Гарсії, що знаходився десь в горах Куби.
Частково оснований на реальних подіях. 

## У ролях
- Воллес Бірі — сержант Дорі
- Барбара Стенвік — Рафаліта Мадерос
- Джон Боулс — лейтенант Ендрю Ровен
- Алан Гейл — доктор Іван Круг
- Герберт Мандін — Генрі Пайпер
- Мона Баррі — іспанська шпигунка
- Енріке Акоста — генерал Мак-Кінлі Гарсія
- Хуан Торена — Льюїс Мадерос
- Мартін Гарралага — Родрігес